# Ex spedale dello Spirito Santo
L'ex Spedale dello Spirito Santo, detto anche "del Piccione", è un ex-ricovero per pellegrini situato lungo via Romana a Firenze, nel quartiere di Oltrarno.

## Storia e descrizione
Era detto anche del Piccione, dalla colomba dello Spirito Santo che compare sull'antico portale, recante anche l'iscrizione Hospitale Sanctae Mariae de laudibus: fu infatti istituito nel 1503 dalla Compagnia dei Laudesi di Santa Maria o dello Spirito Santo, che aveva sede nel convento agostiniano di Santo Spirito e successivamente in via dei Serragli.
L'attività dello Spedale fu sospesa dalla soppressione leopoldina del 1783. I resti dell'antico ospedale sono inseriti in un edificio di civile abitazione ed in un esercizio commerciale.

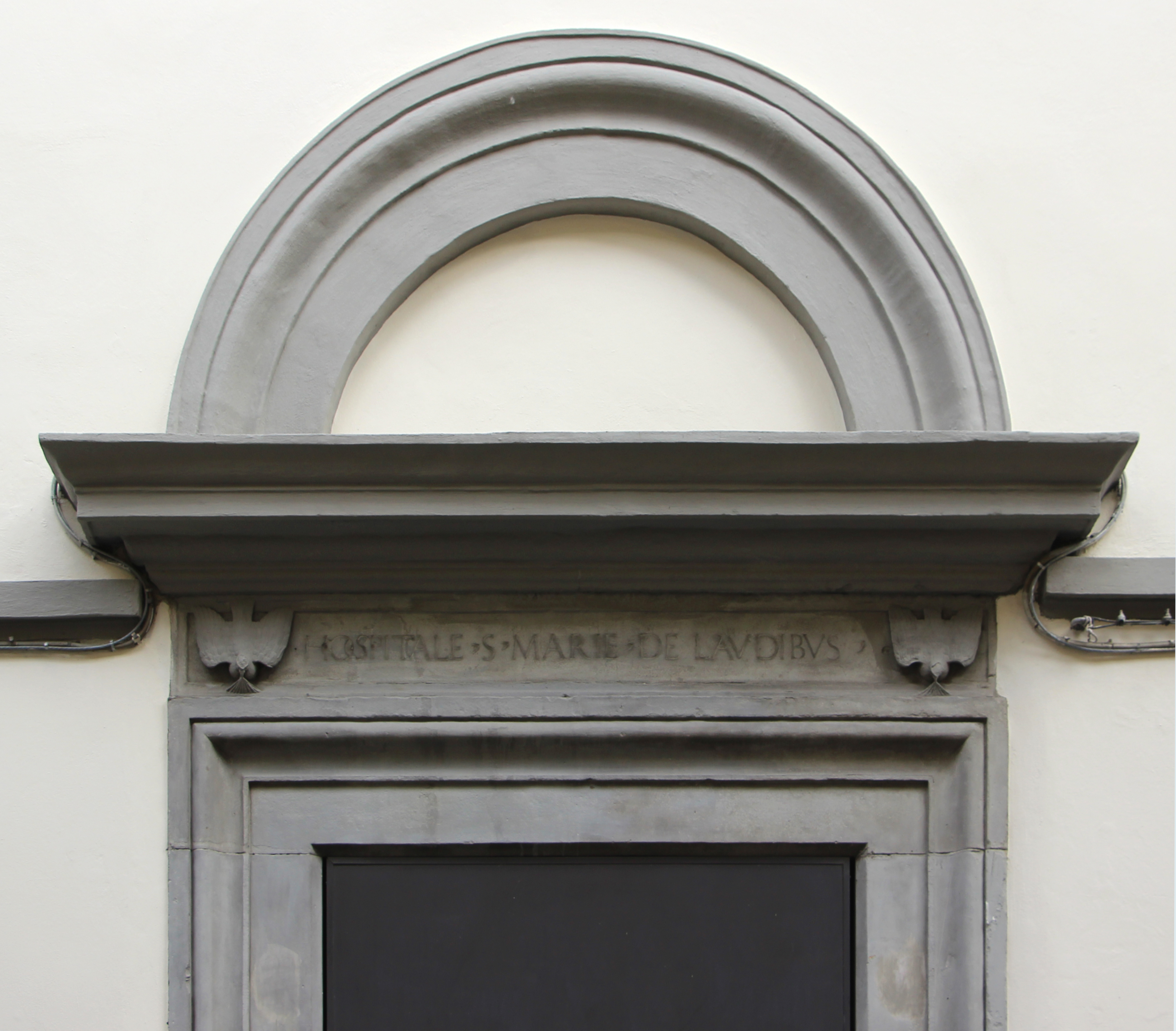
L'architrave scolpito